# Germaine z Foix
Uršula Germaine z Foix (francouzsky: Ursule-Germaine de Foix; katalánsky: Úrsula Germana de Foix; asi 1488 Foix – 15. října 1536 Valencie) byla raně novověká francouzská šlechtična z rodu Foix. Sňatkem s králem Ferdinandem II. Aragonským byla v letech 1505 až 1516 aragonskou, mallorskou, neapolskou, sardinskou, sicilskou a valencijskou královnou a katalánskou princeznou, a v letech 1512 až 1516 navarrskou královnou. V letech 1523 až 1536 zastávala funkci místokrálovny Valencie, společně se svým druhým a třetím manželem, jimiž byli Johan Braniborsko-Ansbašský a vévoda Ferdinand z Kalábrie. Sňatkem se svým třetím manželem se stala také vévodkyní z Kalábrie.

## Královna
Po smrti své manželky Isabely I. musel Ferdinand II. Aragonský předat vládu nad Kastilií svému zeti Filipovi Burgundskému, který převzal moc jménem své manželky Jany, Isabeliny dědičky. Ferdinand s Filipovou politikou nesouhlasil, a tak, aby zabránil jeho budoucí vládě nad Aragonií, se rozhodl najít si novou manželku. Nový mužský dědic by nahradil Janu v linii následnictví. O sňatku jednal s francouzským krále Ludvíkem XII., v naději, že získá přístup k navarrskému trůnu. Smlouvou z Blois Ludvík XII. souhlasil se svatbou své neteře Germaine z Foix s Ferdinandem. Germaine byla Ludvíkovou neteří (dcerou jeho sestry) a Ferdinandovou praneteří (vnučkou jeho nevlastní sestry). Ludvík XII. mu také přenechal svůj slabý nárok na neapolské království a své neteři jeruzalémské království, ale pouze pod podmínkou, že porodí mužského dědice. Sňatek mezi čtyřiapadesátiletým Ferdinandem a osmnáctiletou Germaine se konal v březnu 1506. Výsledkem bylo dočasné příměří mezi oběma panovníky.
V roce 1506 zemřel Filip Burgundský a Ferdinand se stal regentem Kastilie za svou mentálně nestabilní dceru Janu. Ferdinand s Germaine měli syna Jana, knížete z Girony, který se narodil 3. května 1509, zemřel však krátce po porodu. Navzdory užívání afrodisiak spolu žádné další děti neměli. Kdyby Jan přežil, aragonská koruna by se znovu oddělila od kastilské. S Janovou smrtí se aragonskou dědičkou stala opět kastilská královna Jana. Ferdinandova diplomatická prohnanost a spojenectví s Francií rozzuřili anglického krále Jindřicha VIII. Tudora, manžela Ferdinandovy a Isabeliny dcery Kateřiny. Jindřich tak využil příležitosti a v roce 1514 provdal svou sestru Marii za francouzského krále Ludvíka XII.

## Smrt Ferdinanda a nástup Karla
Ferdinand 23. ledna 1516 zemřel a Germaine ovdověla. Ferdinandovými nástupci byli dcera Jana a její syn Karel. Ferdinand však zanechal Germaine roční důchod 50 000 zlatých florinů a v poslední vůli vnukovi uložil, aby se o vdovu postaral.
V roce 1517 přijel nový král Kastilie a Aragonu Karel z Nizozemí do Kastilie. Germaine se přestěhovala z Aragonu do Kastilie, aby se připojila k jeho dvoru, kde 17letý panovník svou 29letou babičku přijal. Na její počest uspořádal několik turnajů a banketů. 20. srpna 1518 Germaine ve Valencii porodila dceru Isabelu. Někteří historikové se domnívají, že byl Isabeliným otcem Karel; Germaine ji ve své poslední vůli označila za „infantku Isabelu“, titul, který užívala jen dcera krále.
V roce 1519 se Karel, Germaine a Karlova sestra Eleonora odstěhovali z Kastilie do Aragonu. Karel strávil v Aragonu rok, během něhož jednal s parlamentem. Mezitím Germaine v Barceloně zasnoubil s markrabětem Johanem Braniborsko-Ansbašským. Germaine odjela s Karlem do Německa, kde se provdala.

## Místokrálovna Valencie
V roce 1523 Karel pár jmenoval místodržícími Valencie. Tam se Germaine zabývala revoltou valencijských cechů. Germaine s nimi upřednostňovala drsné zacházení; zřejmě sama podepsala sto rozsudků smrti a dohromady proběhlo na 800 poprav. V prosinci 1524 Germaine podepsala milost, kterou oficiálně ukončila pronásledování všech bývalých účastníků rebelie.
Valencijští historikové přiznávají, že skutečnost, že Germaine přemístila svůj dvůr do Valencie, byla prvním krokem v úpadku původního jazyka Valencie, protože vyšší třídy začaly upřednostňovat Španělštinu nad svým rodným jazykem, aby ji potěšily.
V roce 1525 Germainin manžel Johan zemřel a ona se znovu provdala za vévodu Ferdinanda z Kalábrie, syna Fridricha Neapolského a jeho druhé manželky Isabely del Balzo. Oba byli nadále místodržícími Valencie a patrony umění a hudby.
Germaine zemřela 15. října 1536, pravděpodobně na obezitu spojenou s otoky a byla pohřbena v klášteře San Miguel de los Reyes. Vévoda z Kalábrie zůstal místokrálem až do své smrti v roce 1550.

## Vývod z předků
|                 |                                    |  |                      |                         |  |  |  |  |  |  |  | Archambaud |
|                 |                                    |  |                      |                         |  |  |  |  |  |  |  |            |
|                 | John I, Count of Foix              |  |                      |                         |  |  |  |  |  |  |  |            |
|                 |                                    |  |                      |                         |  |  |  |  |  |  |  |            |
|                 |                                    |  |                      | Isabela z Foix          |  |  |  |  |  |  |  |            |
|                 |                                    |  |                      |                         |  |  |  |  |  |  |  |            |
|                 | Gaston IV of Foix                  |  |                      |                         |  |  |  |  |  |  |  |            |
|                 |                                    |  |                      |                         |  |  |  |  |  |  |  |            |
|                 |                                    |  |                      | Charles d'Albret        |  |  |  |  |  |  |  |            |
|                 |                                    |  |                      |                         |  |  |  |  |  |  |  |            |
|                 | Jeanne Ire d'Albret                |  |                      |                         |  |  |  |  |  |  |  |            |
|                 |                                    |  |                      |                         |  |  |  |  |  |  |  |            |
|                 |                                    |  |                      | Marie de Sully          |  |  |  |  |  |  |  |            |
|                 |                                    |  |                      |                         |  |  |  |  |  |  |  |            |
|                 | John of Foix, Viscount of Narbonne |  |                      |                         |  |  |  |  |  |  |  |            |
|                 |                                    |  |                      |                         |  |  |  |  |  |  |  |            |
|                 |                                    |  |                      | Ferdinand I. Aragonský  |  |  |  |  |  |  |  |            |
|                 |                                    |  |                      |                         |  |  |  |  |  |  |  |            |
|                 | Jan II. Aragonský                  |  |                      |                         |  |  |  |  |  |  |  |            |
|                 |                                    |  |                      |                         |  |  |  |  |  |  |  |            |
|                 |                                    |  |                      | Eleonora z Alburquerque |  |  |  |  |  |  |  |            |
|                 |                                    |  |                      |                         |  |  |  |  |  |  |  |            |
|                 | Eleonora I. Navarrská              |  |                      |                         |  |  |  |  |  |  |  |            |
|                 |                                    |  |                      |                         |  |  |  |  |  |  |  |            |
|                 |                                    |  |                      | Karel III. Navarrský    |  |  |  |  |  |  |  |            |
|                 |                                    |  |                      |                         |  |  |  |  |  |  |  |            |
|                 | Blanka Navarrská                   |  |                      |                         |  |  |  |  |  |  |  |            |
|                 |                                    |  |                      |                         |  |  |  |  |  |  |  |            |
|                 |                                    |  |                      | Eleonora Kastilská      |  |  |  |  |  |  |  |            |
|                 |                                    |  |                      |                         |  |  |  |  |  |  |  |            |
| Germaine z Foix |                                    |  |                      |                         |  |  |  |  |  |  |  |            |
|                 |                                    |  |                      |                         |  |  |  |  |  |  |  |            |
|                 |                                    |  | Karel V. Francouzský |                         |  |  |  |  |  |  |  |            |
|                 |                                    |  |                      |                         |  |  |  |  |  |  |  |            |
|                 | Ludvík z Valois                    |  |                      |                         |  |  |  |  |  |  |  |            |
|                 |                                    |  |                      |                         |  |  |  |  |  |  |  |            |
|                 |                                    |  |                      | Johana Bourbonská       |  |  |  |  |  |  |  |            |
|                 |                                    |  |                      |                         |  |  |  |  |  |  |  |            |
|                 | Karel Orleánský                    |  |                      |                         |  |  |  |  |  |  |  |            |
|                 |                                    |  |                      |                         |  |  |  |  |  |  |  |            |
|                 |                                    |  |                      | Jan Galeáš Visconti     |  |  |  |  |  |  |  |            |
|                 |                                    |  |                      |                         |  |  |  |  |  |  |  |            |
|                 | Valentina Visconti                 |  |                      |                         |  |  |  |  |  |  |  |            |
|                 |                                    |  |                      |                         |  |  |  |  |  |  |  |            |
|                 |                                    |  |                      | Izabela Francouzská     |  |  |  |  |  |  |  |            |
|                 |                                    |  |                      |                         |  |  |  |  |  |  |  |            |
|                 | Marie Orléanská                    |  |                      |                         |  |  |  |  |  |  |  |            |
|                 |                                    |  |                      |                         |  |  |  |  |  |  |  |            |
|                 |                                    |  |                      | Adolf III. z Marky      |  |  |  |  |  |  |  |            |
|                 |                                    |  |                      |                         |  |  |  |  |  |  |  |            |
|                 | Adolf I. Klevský                   |  |                      |                         |  |  |  |  |  |  |  |            |
|                 |                                    |  |                      |                         |  |  |  |  |  |  |  |            |
|                 |                                    |  |                      | Markéta Jülišská        |  |  |  |  |  |  |  |            |
|                 |                                    |  |                      |                         |  |  |  |  |  |  |  |            |
|                 | Marie Klevská                      |  |                      |                         |  |  |  |  |  |  |  |            |
|                 |                                    |  |                      |                         |  |  |  |  |  |  |  |            |
|                 |                                    |  |                      | Jan I. Burgundský       |  |  |  |  |  |  |  |            |
|                 |                                    |  |                      |                         |  |  |  |  |  |  |  |            |
|                 | Marie Burgundská                   |  |                      |                         |  |  |  |  |  |  |  |            |
|                 |                                    |  |                      |                         |  |  |  |  |  |  |  |            |
|                 |                                    |  |                      | Markéta Bavorská        |  |  |  |  |  |  |  |            |
|                 |                                    |  |                      |                         |  |  |  |  |  |  |  |            |